# Individuel féminin de biathlon aux Jeux olympiques de 2022
Pour un article plus général, voir Biathlon aux Jeux olympiques de 2022.
Navigation
Pyeongchang 2018 Milan-Cortina 2026
L'épreuve féminine du 15 km individuel de biathlon aux Jeux olympiques de 2022 a lieu le 7 février 2022 au Centre de ski nordique et de biathlon de Guyangshu. Denise Herrmann remporte son premier titre olympique individuel avec une erreur au tir et le deuxième meilleur temps à skis. Comme Anfisa Reztsova, elle est désormais médaillée aux Jeux en ski de fond et en biathlon. Déjà médaillée d'argent avec le relais mixte, Anaïs Chevalier-Bouchet termine deuxième avec elle aussi une erreur au tir. La plus rapide sur la piste est Tiril Eckhoff (plombée par cinq erreurs au tir et 26e à l'arrivée) avec à skis 14 secondes d'avance sur Marte Olsbu Røiseland qui compense deux minutes de pénalité pour prendre la médaille de bronze.

## Médaillés
| Or                          | Argent                           | Bronze                          |
| Denise Herrmann (Allemagne) | Anaïs Chevalier-Bouchet (France) | Marte Olsbu Røiseland (Norvège) |

## Résultats
L'épreuve commence à 17 heures.
Légende : C - Couché ; D - Debout
| Rang                                | Dossard | Nom                            | Nationalité  | Temps réel    | Pénalités (C+D+C+D) | Résultat      | Retard          |
| ----------------------------------- | ------- | ------------------------------ | ------------ | ------------- | ------------------- | ------------- | --------------- |
| Médaille d'or, Jeux olympiques      | 8       | Denise Herrmann                | Allemagne    | 43 min 12 s 7 | 1 min (0+0+1+0)     | 44 min 12 s 7 |                 |
| Médaille d'argent, Jeux olympiques  | 12      | Anaïs Chevalier-Bouchet        | France       | 43 min 22 s 1 | 1 min (0+0+0+1)     | 44 min 22 s 1 | + 9 s 4         |
| Médaille de bronze, Jeux olympiques | 1       | Marte Olsbu Røiseland          | Norvège      | 42 min 28 s 0 | 2 min (1+0+0+1)     | 44 min 28 s 0 | + 15 s 3        |
| 4                                   | 36      | Vanessa Voigt                  | Allemagne    | 43 min 29 s 3 | 1 min (1+0+0+0)     | 44 min 29 s 3 | + 16 s 6        |
| 5                                   | 30      | Dzinara Alimbekava             | Biélorussie  | 43 min 44 s 4 | 1 min (0+0+0+1)     | 44 min 44 s 4 | + 31 s 7        |
| 6                                   | 15      | Markéta Davidová               | Tchéquie     | 43 min 44 s 6 | 1 min (0+0+0+1)     | 44 min 44 s 6 | + 31 s 9        |
| 7                                   | 16      | Deedra Irwin                   | États-Unis   | 44 min 14 s 1 | 1 min (0+0+0+1)     | 45 min 14 s 1 | + 1 min 1 s 4   |
| 8                                   | 22      | Ingrid Landmark Tandrevold     | Norvège      | 44 min 15 s 4 | 1 min (0+1+0+0)     | 45 min 15 s 4 | + 1 min 2 s 7   |
| 9                                   | 74      | Kristina Reztsova              | ROC          | 43 min 25 s 8 | 2 min (0+0+2+0)     | 45 min 25 s 8 | + 1 min 13 s 1  |
| 10                                  | 32      | Yuliia Dzhima                  | Ukraine      | 43 min 34 s 4 | 2 min (0+1+0+1)     | 45 min 34 s 4 | + 1 min 21 s 7  |
| 11                                  | 21      | Iryna Petrenko                 | Ukraine      | 45 min 42 s 2 | 0 min (0+0+0+0)     | 45 min 42 s 2 | + 1 min 29 s 5  |
| 12                                  | 13      | Mona Brorsson                  | Suède        | 44 min 43 s 1 | 1 min (1+0+0+0)     | 45 min 43 s 1 | + 1 min 30 s 4  |
| 13                                  | 28      | Elvira Öberg                   | Suède        | 42 min 55 s 2 | 3 min (0+1+2+0)     | 45 min 55 s 2 | + 1 min 42 s 5  |
| 14                                  | 80      | Vanessa Hinz                   | Allemagne    | 45 min 7 s 4  | 1 min (0+1+0+0)     | 46 min 7 s 4  | + 1 min 54 s 7  |
| 15                                  | 34      | Linn Persson                   | Suède        | 44 min 22 s 3 | 2 min (0+0+1+1)     | 46 min 22 s 3 | + 2 min 9 s 6   |
| 16                                  | 17      | Hanna Öberg                    | Suède        | 43 min 35 s 8 | 3 min (0+2+0+1)     | 46 min 35 s 8 | + 2 min 23 s 1  |
| 17                                  | 11      | Lisa Theresa Hauser            | Autriche     | 43 min 36 s 0 | 3 min (0+1+1+1)     | 46 min 36 s 0 | + 2 min 23 s 3  |
| 18                                  | 4       | Dorothea Wierer                | Italie       | 43 min 45 s 0 | 3 min (0+1+0+2)     | 46 min 45 s 0 | + 2 min 32 s 3  |
| 19                                  | 65      | Lucie Charvatova               | Tchéquie     | 44 min 46 s 6 | 2 min (0+1+0+1)     | 46 min 46 s 6 | + 2 min 33 s 9  |
| 20                                  | 26      | Monika Hojnisz-Starega         | Pologne      | 44 min 55 s 3 | 2 min (0+0+1+1)     | 46 min 55 s 3 | + 2 min 42 s 6  |
| 21                                  | 45      | Julia Simon                    | France       | 43 min 9 s 1  | 4 min (0+0+1+3)     | 47 min 9 s 1  | + 2 min 56 s 4  |
| 22                                  | 19      | Tiril Eckhoff                  | Norvège      | 42 min 10 s 2 | 5 min (0+2+0+3)     | 47 min 10 s 2 | + 2 min 57 s 5  |
| 23                                  | 38      | Svetlana Mironova              | ROC          | 44 min 59 s 3 | 3 min (0+1+1+1)     | 47 min 59 s 3 | + 3 min 46 s 6  |
| 24                                  | 41      | Lena Haecki                    | Suisse       | 44 min 3 s 3  | 4 min (0+2+1+1)     | 48 min 3 s 3  | + 3 min 50 s 6  |
| 25                                  | 71      | Franziska Preuss               | Allemagne    | 44 min 4 s 2  | 4 min (0+2+0+2)     | 48 min 4 s 2  | + 3 min 51 s 5  |
| 26                                  | 54      | Katharina Innerhofer           | Autriche     | 44 min 10 s 0 | 4 min (0+2+0+2)     | 48 min 10 s 0 | + 3 min 57 s 3  |
| 27                                  | 3       | Fuyuko Tachizaki               | Japon        | 45 min 17 s 5 | 3 min (1+1+0+1)     | 48 min 17 s 5 | + 4 min 4 s 8   |
| 28                                  | 23      | Jessica Jislová                | Tchéquie     | 46 min 17 s 5 | 2 min (0+1+0+1)     | 48 min 17 s 5 | + 4 min 4 s 8   |
| 29                                  | 2       | Polona Klemencic               | Slovénie     | 46 min 18 s 8 | 2 min (0+2+0+0)     | 48 min 18 s 8 | + 4 min 6 s 1   |
| 30                                  | 10      | Anaïs Bescond                  | France       | 44 min 26 s 0 | 4 min (2+1+0+1)     | 48 min 26 s 0 | + 4 min 13 s 3  |
| 31                                  | 20      | Julia Schwaiger                | Autriche     | 45 min 42 s 2 | 3 min (2+1+0+0)     | 48 min 42 s 2 | + 4 min 29 s 5  |
| 32                                  | 18      | Mari Eder                      | Finlande     | 45 min 42 s 9 | 3 min (1+0+1+1)     | 48 min 42 s 9 | + 4 min 30 s 2  |
| 33                                  | 25      | Megan Bankes                   | Canada       | 46 min 47 s 2 | 2 min (0+0+0+2)     | 48 min 47 s 2 | + 4 min 34 s 5  |
| 34                                  | 50      | Tereza Vobornikova             | Tchéquie     | 46 min 51 s 6 | 2 min (0+0+1+1)     | 48 min 51 s 6 | + 4 min 38 s 9  |
| 35                                  | 58      | Chu Yuanmeng                   | Chine        | 46 min 58 s 8 | 2 min (0+0+0+2)     | 48 min 58 s 8 | + 4 min 46 s 1  |
| 36                                  | 43      | Kamila Żuk                     | Pologne      | 46 min 2 s 7  | 3 min (0+2+1+0)     | 49 min 2 s 7  | + 4 min 50 s 0  |
| 37                                  | 56      | Alina Stremous                 | Moldavie     | 45 min 7 s 5  | 4 min (1+2+0+1)     | 49 min 7 s 5  | + 4 min 54 s 8  |
| 38                                  | 53      | Emilie Ågheim Kalkenberg       | Norvège      | 45 min 8 s 8  | 4 min (3+0+0+1)     | 49 min 8 s 8  | + 4 min 56 s 1  |
| 39                                  | 59      | Clare Egan                     | États-Unis   | 44 min 8 s 9  | 5 min (1+0+3+1)     | 49 min 8 s 9  | + 4 min 56 s 2  |
| 40                                  | 24      | Justine Braisaz-Bouchet        | France       | 44 min 10 s 1 | 5 min (0+2+2+1)     | 49 min 10 s 1 | + 4 min 57 s 4  |
| 41                                  | 14      | Iryna Leshchanka               | Biélorussie  | 45 min 10 s 3 | 4 min (1+1+1+1)     | 49 min 10 s 3 | + 4 min 57 s 6  |
| 42                                  | 6       | Paulína Fialková               | Slovaquie    | 45 min 10 s 7 | 4 min (0+2+1+1)     | 49 min 10 s 7 | + 4 min 58 s 0  |
| 43                                  | 5       | Tuuli Tomingas                 | Estonie      | 45 min 20 s 3 | 4 min (0+1+1+2)     | 49 min 20 s 3 | + 5 min 7 s 6   |
| 44                                  | 44      | Galina Vishnevskaya-Sheporenko | Kazakhstan   | 48 min 32 s 3 | 1 min (0+1+0+0)     | 49 min 32 s 3 | + 5 min 19 s 6  |
| 45                                  | 51      | Lotte Lie                      | Belgique     | 45 min 36 s 9 | 4 min (1+2+0+1)     | 49 min 36 s 9 | + 5 min 24 s 2  |
| 46                                  | 49      | Ivona Fialková                 | Slovaquie    | 43 min 54 s 2 | 6 min (0+4+1+1)     | 49 min 54 s 2 | + 5 min 41 s 5  |
| 47                                  | 73      | Meng Fanqi                     | Chine        | 47 min 56 s 5 | 2 min (0+0+0+2)     | 49 min 56 s 5 | + 5 min 43 s 8  |
| 48                                  | 35      | Elena Kruchinkina              | Biélorussie  | 45 min 56 s 8 | 4 min (0+3+0+1)     | 49 min 56 s 8 | + 5 min 44 s 1  |
| 49                                  | 33      | Federica Sanfilippo            | Italie       | 45 min 9 s 3  | 5 min (0+2+1+2)     | 50 min 9 s 3  | + 5 min 56 s 6  |
| 50                                  | 81      | Maria Zdravkova                | Bulgarie     | 49 min 13 s 1 | 1 min (0+1+0+0)     | 50 min 13 s 1 | + 6 min 0 s 4   |
| 51                                  | 48      | Nastassia Kinnunen             | Finlande     | 46 min 13 s 5 | 4 min (0+1+2+1)     | 50 min 13 s 5 | + 6 min 0 s 8   |
| 52                                  | 52      | Milena Todorova                | Bulgarie     | 45 min 14 s 9 | 5 min (0+2+0+3)     | 50 min 14 s 9 | + 6 min 2 s 2   |
| 53                                  | 55      | Ukaleq Astri Slettemark        | Danemark     | 50 min 27 s 4 | 0 min (0+0+0+0)     | 50 min 27 s 4 | + 6 min 14 s 7  |
| 54                                  | 27      | Hanna Sola                     | Biélorussie  | 43 min 35 s 9 | 7 min (3+2+1+1)     | 50 min 35 s 9 | + 6 min 23 s 2  |
| 55                                  | 88      | Kinga Zbylut                   | Pologne      | 47 min 54 s 7 | 3 min (0+1+1+1)     | 50 min 54 s 7 | + 6 min 42 s 0  |
| 56                                  | 57      | Natalia Ushkina                | Roumanie     | 49 min 4 s 1  | 2 min (0+1+1+0)     | 51 min 4 s 1  | + 6 min 51 s 4  |
| 57                                  | 83      | Joanne Reid                    | États-Unis   | 46 min 6 s 3  | 5 min (0+3+0+2)     | 51 min 6 s 3  | + 6 min 53 s 6  |
| 58                                  | 9       | Baiba Bendika                  | Lettonie     | 45 min 10 s 3 | 6 min (1+3+0+2)     | 51 min 10 s 3 | + 6 min 57 s 6  |
| 59                                  | 37      | Tang Jialin                    | Chine        | 47 min 16 s 0 | 4 min (1+1+1+1)     | 51 min 16 s 0 | + 7 min 3 s 3   |
| 60                                  | 75      | Michela Carrara                | Italie       | 46 min 29 s 1 | 5 min (1+2+1+1)     | 51 min 29 s 1 | + 7 min 16 s 4  |
| 61                                  | 60      | Gabriele Lescinskaite          | Lituanie     | 47 min 39 s 2 | 4 min (1+1+0+2)     | 51 min 39 s 2 | + 7 min 26 s 5  |
| 62                                  | 77      | Selina Gasparin                | Suisse       | 44 min 43 s 8 | 7 min (1+2+2+2)     | 51 min 43 s 8 | + 7 min 31 s 1  |
| 63                                  | 67      | Susan Dunklee                  | États-Unis   | 47 min 46 s 0 | 4 min (1+1+0+2)     | 51 min 46 s 0 | + 7 min 33 s 3  |
| 64                                  | 46      | Ziva Klemencic                 | Slovénie     | 47 min 51 s 6 | 4 min (0+1+0+3)     | 51 min 51 s 6 | + 7 min 38 s 9  |
| 65                                  | 63      | Asuka Hachisuka                | Japon        | 47 min 58 s 0 | 4 min (0+1+0+3)     | 51 min 58 s 0 | + 7 min 45 s 3  |
| 66                                  | 68      | Johanna Talihaerm              | Estonie      | 48 min 59 s 5 | 3 min (0+1+1+1)     | 51 min 59 s 5 | + 7 min 46 s 8  |
| 67                                  | 47      | Emma Lunder                    | Canada       | 45 min 2 s 4  | 7 min (0+2+3+2)     | 52 min 2 s 4  | + 7 min 49 s 7  |
| 68                                  | 78      | Henrieta Horvatova             | Slovaquie    | 49 min 16 s 1 | 3 min (0+1+1+1)     | 52 min 16 s 1 | + 8 min 3 s 4   |
| 69                                  | 7       | Amy Baserga                    | Suisse       | 47 min 25 s 1 | 5 min (2+2+1+0)     | 52 min 25 s 1 | + 8 min 12 s 4  |
| 70                                  | 85      | Emily Dickson                  | Canada       | 47 min 26 s 1 | 5 min (2+1+0+2)     | 52 min 26 s 1 | + 8 min 13 s 4  |
| 71                                  | 86      | Yurie Tanaka                   | Japon        | 48 min 26 s 3 | 4 min (2+1+0+1)     | 52 min 26 s 3 | + 8 min 13 s 6  |
| 72                                  | 61      | Alla Ghilenko                  | Moldavie     | 50 min 28 s 3 | 2 min (0+1+0+1)     | 52 min 28 s 3 | + 8 min 15 s 6  |
| 73                                  | 40      | Ekaterina Avvakumova           | Corée du Sud | 46 min 31 s 4 | 6 min (3+0+2+1)     | 52 min 31 s 4 | + 8 min 18 s 7  |
| 74                                  | 39      | Sari Maeda                     | Japon        | 45 min 45 s 0 | 7 min (2+1+0+4)     | 52 min 45 s 0 | + 8 min 32 s 3  |
| 75                                  | 72      | Anna Juppe                     | Autriche     | 44 min 49 s 7 | 8 min (1+3+1+3)     | 52 min 49 s 7 | + 8 min 37 s 0  |
| 76                                  | 31      | Lisa Vittozzi                  | Italie       | 44 min 57 s 1 | 8 min (5+1+2+0)     | 52 min 57 s 1 | + 8 min 44 s 4  |
| 77                                  | 84      | Evgeniya Burtasova             | ROC          | 47 min 20 s 3 | 6 min (1+0+2+3)     | 53 min 20 s 3 | + 9 min 7 s 6   |
| 78                                  | 29      | Uliana Nigmatullina            | ROC          | 43 min 42 s 1 | 10 min (1+2+3+4)    | 53 min 42 s 1 | + 9 min 29 s 4  |
| 79                                  | 42      | Regina Oja                     | Estonie      | 46 min 53 s 7 | 7 min (4+0+2+1)     | 53 min 53 s 7 | + 9 min 41 s 0  |
| 80                                  | 64      | Sarah Beaudry                  | Canada       | 48 min 55 s 0 | 5 min (3+1+1+0)     | 53 min 55 s 0 | + 9 min 42 s 3  |
| 81                                  | 82      | Ding Yuhuan                    | Chine        | 49 min 14 s 6 | 5 min (2+1+0+2)     | 54 min 14 s 6 | + 10 min 1 s 9  |
| 82                                  | 89      | Susan Kuelm                    | Estonie      | 48 min 17 s 0 | 6 min (2+2+1+1)     | 54 min 17 s 0 | + 10 min 4 s 3  |
| 83                                  | 87      | Veronika Machyniaková          | Slovaquie    | 50 min 21 s 7 | 5 min (1+2+0+2)     | 55 min 21 s 7 | + 11 min 9 s 0  |
| 84                                  | 70      | Kim Seon-su                    | Corée du Sud | 50 min 37 s 5 | 6 min (3+0+3+0)     | 56 min 37 s 5 | + 12 min 24 s 8 |
| 85                                  | 69      | Anna Mąka                      | Pologne      | 49 min 18 s 3 | 9 min (2+2+2+3)     | 58 min 18 s 3 | + 14 min 5 s 6  |
| 86                                  | 76      | Daniela Kadeva                 | Bulgarie     | 51 min 30 s 4 | 8 min (4+1+2+1)     | 59 min 30 s 4 | + 15 min 17 s 7 |
| -                                   | 62      | Valentina Semerenko            | Ukraine      | DNF           |                     |               |                 |
| -                                   | 66      | Suvi Minkkinen                 | Finlande     | DNS           |                     |               |                 |
| -                                   | 79      | Darya Blashko                  | Ukraine      | DNS           |                     |               |                 |